# Chris Saba
Chris Saba (ur. 6 lipca 1970) – amerykański zapaśnik w stylu klasycznym. Srebrny medalista Mistrzostw Panamerykańskich z 1997, brązowy z 1998. Czwarty w Pucharze Świata w 1996 roku.
USA National Champion z 1999 roku